# Pier Christiaansloot
Pier Christaansloot (officieel, Fries: Pier Christiaanssleat) is een kanaal in de Nederlandse gemeente De Friese Meren, provincie Friesland.
De Pier Christiaansloot verbindt de Tjonger met het Tjeukemeer. De vaarweg vormt ook de grens van twee dorpen. Aan de noordoostzijde ligt Delfstrahuizen en aan de zuidwestzijde ligt Echtenerbrug verbonden door de Pier Christiaanbrug. Halverwege de sloot ligt aan de zuidwestzijde de Klijnsmavaart (Klynsmafeart).

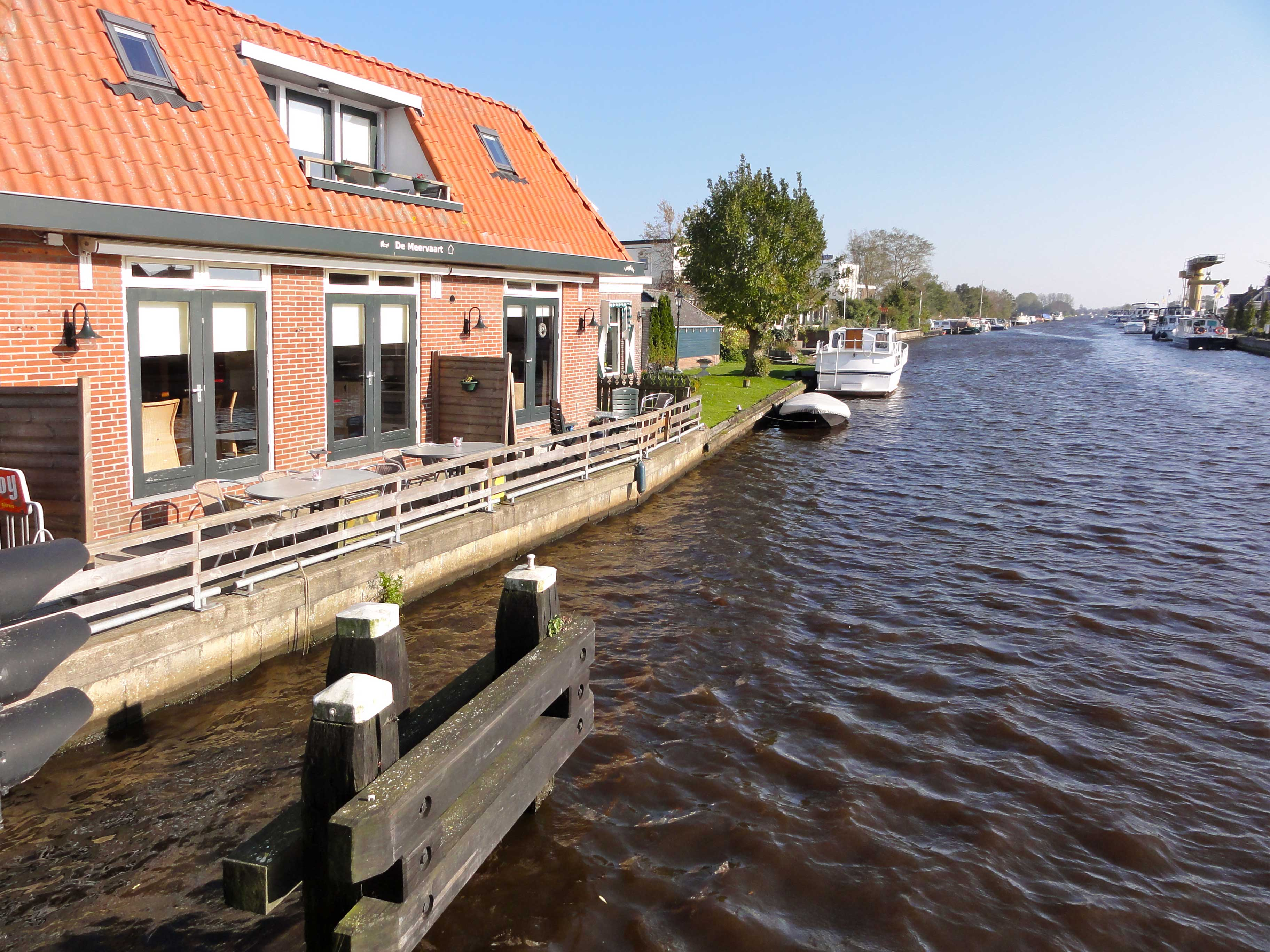
In zuidoostelijke richting
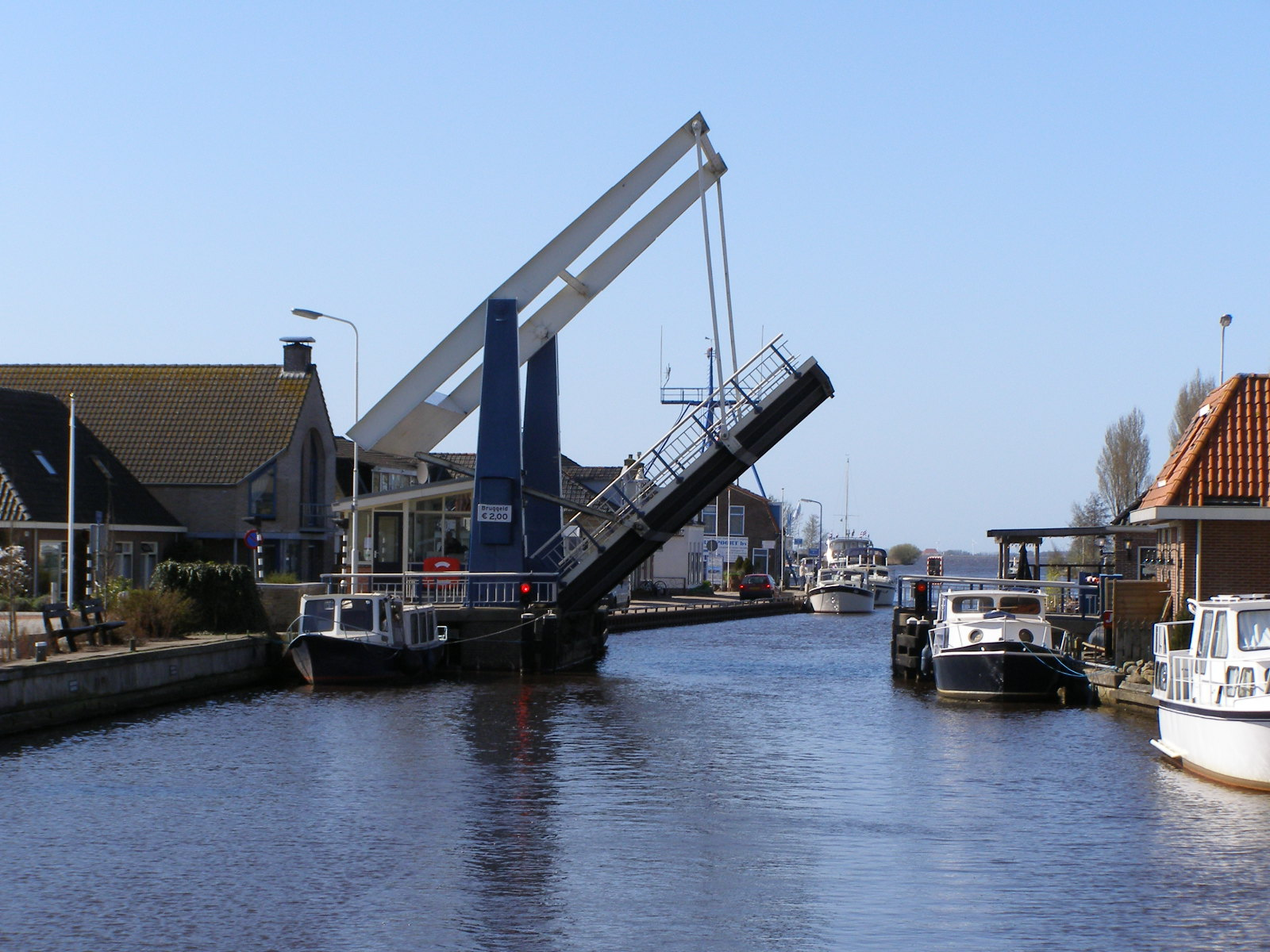
Brug in Echtenerbrug/Delfstrahuizen